# 権勢
| ウィキペディアには「権勢」という見出しの百科事典記事はありません（タイトルに「権勢」を含むページの一覧/「権勢」で始まるページの一覧）。 代わりにウィクショナリーのページ「権勢」が役に立つかもしれません。 |